# Jacques Sémelin
Jacques Sémelin es un historiador y politólogo francés especializado en estudiar violencias. Es profesor en el Sciences Po Paris (Paris Institute of Political Studies,) e investigador sénior en el CNRS (Centro de Estudios Internacionales). Sus principales campos de estudio son la violencia masiva, el Holocausto, la resistencia civil y el rescate en situaciones genocidas, y más recientemente la supervivencia de los y las judías en Francia durante la Segunda Guerra Mundial. En 1998, creó un curso pionero sobre genocidios y masacres en Sciences Po Paris. Fue el fundador de la Enciclopedia en línea sobre violencia masiva .  
Jacques Sémelin tuvo una educación transdisciplinaria en Historia contemporánea, psicología social y ciencias políticas. Obtuvo su doctorado en Historia Contemporánea en la Sorbona (París IV, 1986) y fue becario postdoctoral en el Centro de Asuntos Internacionales de la Universidad de Harvard (1986-1988). Previamente, fue psicólogo social y clínico con un título de maestría del Instituto de Psicología de París (París V - La Sorbona). En 1990, se incorporó al Centre National de la Recherche Scientifique (C.N.R.S.) como investigador en ciencias políticas. Comenzó a enseñar en la Ecole des Hautes études en Sciences Sociales y se unió a Sciences Po Paris en 1998.
Gran parte del trabajo de Sémelin se ocupa de comprender con herramientas del psicoanálisis y las ciencias políticas de cómo las personas que denomina "gente corriente" puede cometer "crímenes extraordinarios" como las masacres y el genocidio. También estudia la resistencia civil y las formas en que los civiles desarmados han resistido a regímenes autoritarios y totalitarios.
Sémelin dedicó sus estudios de doctorado al análisis comparativo de unos 30 ejemplos de resistencia civil en la Europa nazi, resumidos en su libro Unarmed Against Hitler (1994), disponible ahora en cinco idiomas. A raíz de esta investigación, indagó sobre el desarrollo de la resistencia civil en la Europa comunista (a través de estrategias mediáticas) hasta la caída del Muro de Berlín. Los resultados de esta investigación están publicadas en el libro Freedom Over the Airwaves (1997; publicado en inglés en 2016 por el Centro Internacional sobre Conflictos No Violentos (  )). En 2014 recibió el Premio James Lawson por su investigación, otorgado en la Universidad de Tufts por el Centro Internacional sobre Conflictos No Violentos. 
Sémelin se involucró cada vez más en estudios sobre el genocidio del holocausto, especialmente después de visitar Auschwitz . Comenzó a trabajar en su libro maestro sobre violencia masiva: Purify and Destroy (2007), disponible en ocho idiomas. Por este libro recibió un premio de la Association Française de Science Politique y recibió el Premio Figaro-Sciences Po en 2007. En 2008, Sémelin fundó massviolence.org en Sciences Po bajo el patrocinio de Simone Veil y Esther Mujawayo. Esta enciclopedia en línea ya no está activa debido a falta de fondos, pero los archivos todavía están disponibles en internet. 
En 2010, Sémelin fue nombrado consultor de las Naciones Unidas para la prevención del genocidio (Oficina de Asuntos Políticos).
El autor también inició un nuevo programa de investigación sobre rescate en situaciones de genocidio. Es cofundador del Lieu de Mémoire, un museo que narra la Resistencia francesa, en Chambon-sur-Lignon, donde niños y adultos judíos fueron salvados durante la ocupación nazi.  En 2006, Sémelin codirigió un simposio internacional sobre prácticas de rescate genocidas en Sciences Po. Las actas se publicaron en 2010, bajo el título Resisting Genocide.
El libro  Persécutions et entraides dans la France occupée (2013), presenta los resultados de su estudio para comprender cómo el 75% de los judíos en Francia sobrevivieron al Holocausto. Por esta invetsigación recibió el Premio Phillipe Viannay de la Fondation de la Résistance y el Premio "Esmeralda" de la Académie Française. Teniendo en cuenta los numerosos debates suscitados por su libro, especialmente con el historiador estadounidense Robert Paxton. Sémelin escribió una versión abreviada y revisada, publicada en 2018 y prologada por Serge Klarsfeld (referencia), bajo el título La supervivencia de los judíos en Francia, 1940–44 . 
En su libro autobiográfico J'arrive où je suis étranger ( 2007), Sémelin habla abiertamente de su lucha contra una ceguera inexorable. En 2016, también publicó Je veux croire au soleil, un relato humorístico de su estancia en Montreal como profesor con discapacidad visual, basado en anécdotas de la vida cotidiana.

## Obras publicadas
- Semelin, Jacques (1993), Unarmed against Hitler:  Civil resistance in Europe, 1939-1943, Praeger, ISBN 0-275-93960-X.
- Sémelin, Jacques (2002), Non-violence explained to my children, Da Capo Lifelong Books, ISBN 978-1569245156
- Semelin, Jacques (2009), Purify and Destroy: The Political Uses of Massacre and Genocide, Columbia University Press, ISBN 978-0231142830.
- Semelin, Jacques (2010), Resisting Genocide: The multiple forms of rescue, Columbia University Press.
- Sémelin, Jacques (2016 [1997]), Freedom over the Airwaves: From the Czech Coup to the Fall of the Berlin Wall, International Center On Non-violent Conflict, ISBN 978-1943271078
- Sémelin, Jacques (2019), The survival of the Jews in France, Oxford University Press/Hurst, ISBN 978-1-78738-014-1

- Sémelin, Jacques (2007), J'arrive où je suis étranger, Seuil,ISBN 978-2020883986
- Sémelin, Jacques (2016), Je veux croire au soleil, Les Arènes,ISBN 978-2352045113